# Siège de Sagonte
Ne doit pas être confondu avec Bataille de Sagonte.
Deuxième guerre punique
Batailles
219 av. J.-C. : Sagonte
218 av. J.-C. : Rhône, Cissa, Tessin, La Trébie
217 av. J.-C. : Victumulae, Plaisance, Èbre, Lac Trasimène, Geronium
216 av. J.-C. : Cannes, Selva Litana, Nola (1re)
215 av. J.-C. : Cornus, Dertosa, Nola (2e)
214 av. J.-C. : Nola (3e) 
 213 av. J.-C. : Syracuse
212 av. J.-C. : Capoue (1re), Silarus, Herdonia(1re)
 211 av. J.-C. : Bétis, Capoue (2e)
210 av. J.-C. : Herdonia (2e), Numistro
209 av. J.-C. : Asculum, Carthagène
208 av. J.-C. : Baecula
207 av. J.-C. : Grumentum, Métaure
206 av. J.-C. : Ilipa, Carthagène (2e) (ca)
204 av. J.-C. : Crotone
203 av. J.-C. : Utique, Grandes Plaines
202 av. J.-C. : Zama
Le siège de Sagonte est un long siège mené par les forces d'Hannibal contre la ville de Sagonte. Ce siège déclenche la deuxième guerre punique. C'est le premier événement de cette guerre et il en constitue le véritable casus belli. Selon Eutrope, le siège commence sous le consulat de Publius Cornelius Scipio Asina et de Marcus Minucius Rufus (en 221 av. J.-C.), même si cet événement est placé traditionnellement en 219 av. J.-C.. Le siège dure huit mois, jusqu'en 218 av. J.-C., date à laquelle les habitants de Sagonte, alliés des Romains, se rendent aux troupes carthaginoises commandées par Hannibal.

## Historiographie et archéologie

### Sources antiques
Les deux sources antiques majeures qui relatent le siège de la ville sont romaines, mais ne sont pas relatées par des contemporains des événements. Aucune source directe contemporaine aux événements n'a été découverte. Seuls quelques événements sur ce siège sont racontés en commun par les deux auteurs : la situation géographique de Sagonte, la volonté d'Hannibal et le butin considérable pris par les Carthaginois à l'issue du siège.
La première est Polybe, un Grec emmené comme otage à Rome après la victoire romaine à Pydna en 168 av. J.-C. contre les armées macédoniennes. Il se rapproche rapidement de la famille Scipion, dynastie majeure de la deuxième guerre punique, ce qui lui permet d'avoir accès à de nombreuses sources privées. En accompagnant Scipion Emilien en Hispanie, il apprend la géographie de cette province romaine et à la possibilité d'interroger des témoins ayant pu connaître une partie des faits durant leur jeunesse,. L'objectif de Polybe est d'expliquer comment Rome a pu devenir une puissance mondiale et donc cet historien relate la deuxième guerre punique et la personnalité d'Hannibal.
La seconde source est Tite-Live, historien romain qui est le contemporain des grandes guerres civiles romaines du Ier siècle av. J.-C., peu avant la mise en place du principat d'Auguste. Fidèle d'Auguste, il est un grand défenseur et admirateur de la puissance romaine et de la construction de son empire à travers ses récits. L'objectif de Tite-Live est de lier dans son Histoire romaine le passé et le présent au moment où règne Auguste, notamment en réalisant un parallèle entre les origines troyennes de Rome et de Sagonte afin de justifier une guerre juste de la part des Romains lors de ce deuxième conflit punique. Tite-Live puise probablement également quelques idées chez Valerius Antias, historien romain du IIe siècle av. J.-C..
Diodore de Sicile évoque, quant à lui, le contenu du traité de 226 av. J.-C. qui serait la cause du déclenchement du deuxième conflit entre Rome et Carthage. Tite-Live, Polybe et Coelius Antipater, un autre historien romain du IIe siècle av. J.-C. qui est l'auteur de sept livres sur le deuxième guerre punique, puisent probablement leurs inspirations auprès d'une source pro-carthaginoise et compagnon d'Hannibal, un certain Silénos de Calé-Acté.
D'autres auteurs antiques comme Pline l'Ancien dans son Histoire naturelle, Strabon dans Géographie ou Appien évoquent l'origine grecque de Sagonte, mais sans mentionner le siège mené par Hannibal. Silius Italicus dédie deux livres à la prise de Sagonte.

### Historiographie contemporaine
L'historiographie contemporaine a principalement débattu sur la prise de la ville en tant qu'élément déclencheur de la deuxième guerre punique et sur le contenu du traité de l'Èbre datant de 226 av. J.-C.. La localisation de Sagonte au sud de l'Èbre pose des questions, notamment sur les motivations de l'intervention romaine et sur la définition réelle du traité de 226 av. J.-C.. De nombreuses hypothèses ont été énumérées à sur ces sujets. Une des plus soutenues est que l'actuelle fleuve Èbre peut correspondre à l'époque de l'Antiquité à deux fleuves bien distincts, l'Èbre et le Júcar, qui se situe respectivement au nord et au sud de la ville de Sagonte.
Pierre Paris évoque dans ses deux ouvrages Essai sur l'art et l'industrie primitive paru 1903 et Promenades archéologiques en Espagne : II. Antequera, Alpera et Meca, Emporion, Sagonte, Mérida, Bolonia paru en 1921, une origine ibère puis grecque à la ville de Sagonte.

### Archéologie
Des fouilles sont organisées par Beltrán Villagrasa au début du XXe siècle dans l'enceinte du château de Sagonte datant du Moyen Âge, des vestiges y sont trouvés et sont attribués à l'ancienne muraille ibérique de l'Antiquité.
L'idée d'une campagne de fouilles archéologiques sur les pentes de la colline du château de Sagonte remonte à 1974, au moment où avec l'aide de Facundo Roca Ribelles, Pierre Rouillard examine des fragments de céramiques grecques (principalement des fragments à figures rouges et des fragments à figures noires) trouvés par Manuel González Simancas et Pio Beltrán Villagrasa. Les objets datant d'avant les époques punique ou romaine n'ont jamais été mis en évidence.
De nouvelles fouilles sont organisées du 3 mai 1976 au 29 mai 1976 et du 5 septembre 1977 au 25 septembre 1977 par Philippe Rouillard et P. Sillières,, avec l'objectif de déterminer l'emplacement de la muraille, sa date et son type de construction. Finalement, les fouilles permettent de mettre au jour la muraille construite par les Sagontins pendant l'Antiquité, même si les vestiges apportés par l'archéologie lors de ce siège sont très faibles. Ces fouilles ont permis de découvrir quelques pierres de la muraille et le liant entre celles-ci, à savoir de la boue, ainsi que de corroborer une partie du récit de Tite-Live.

## Situation géographique

Localisation de Sagonte en Espagne contemporaine.

Les auteurs antiques évoquent une possible fondation grecque avec des colons provenant de la cité de Zakynthos, mais il est fort probable qu'un village ait existé auparavant. Antonio García y Bellido avance l'hypothèse que des Grecs s'y sont installés pour y faire du commerce,, mais sans pouvoir préciser la durée de l'installation et le nombre de Grecs concernés.
Sagonte est une ville florissante au sud du fleuve Èbre et au nord du Jucar, sur la rive droite de la rivière Palancia. À seulement 1 000 pas de la mer, c'est-à-dire sept stades (soit 1,295 km), aux pieds d'une chaîne de montagne qui forme une sorte de frontière entre l'Ibérie au sud et la Celtibérie au nord. Les habitants de la région occupent un territoire extrêmement fertile et certainement le plus productif de toute l'Ibérie.

## Contexte historique
Les Carthaginois sont présents en Ibérie depuis 237 av. J.-C.. À la mort d'Hamilcar Barca, son gendre Hasdrubal lui succède, puis à sa mort, le fils d'Hamilcar, Hannibal, ayant appris dès son enfance à haïr Rome  devient le commandant des forces carthaginoises en péninsule Ibérique et cherche un prétexte pour déclencher la guerre. Cependant, il n'ignore pas qu'il ne doit pas violer les termes du traité de l'Èbre de 226 av. J.-C., qui engage les Carthaginois à ne pas aller au-delà de l'Èbre.

« Du jour même où il fut nommé général, il sembla que l’Italie lui avait été assignée pour province, et qu’il devait porter la guerre contre Rome. »

— Tite-Live, Histoire romaine, XXI, 5
Hannibal agit selon les directives et les conseils donnés par son père peu avant sa mort. En partant de Qart Hadasht, il commence à soumettre toutes les populations au sud de l'Èbre comme les Olcades en 221 av. J.-C., les Vaccéens et les Carpétans en 220 av. J.-C.,. L'objectif du général carthaginois est ici de s'assurer une base arrière stable en vue de ses prochaines offensives, d'abord sur Sagonte, puis d'obtenir du sénat carthaginois de se lancer dans une guerre sur le territoire romain en Italie.
Peu après, Hannibal est en mesure d'achever ses conquêtes en soumettant Sagonte, ville alliée à Rome, sous le prétexte qu'elle se situe au sud de l'Èbre et entre donc dans le territoire de compétence des Carthaginois,.

## Casus belli

Différentes phases de la conquête punique de l'Ibérie.

À la fin de l'année 220 av. J.-C. après une campagne militaire réussie de huit mois, Hannibal retourne avec son armée à Qart Hadasht pour passer l'hiver,, tandis que les Sagontins voyant la guerre devenir imminente principalement en raison de désaccords avec le peuple des Turdétans ou Turbolètes, ces derniers étant probablement agités par le général carthaginois,. Agnès Pelletier estime que dans le récit de Tite-Live, ce désaccord ne concerne pas réellement les Turdétans qui ont un territoire très limité, mais l'Ibérie sous influence carthaginoise. Il est fort probable que les Turdétans ne soient pas réellement des voisins de Sagonte, et que ce conflit soit une invention de Tite-Live pour justifier l'ambassade romaine auprès d'Hannibal.
Les Sagontins réussissent à convaincre Rome de leur envoyer des légats pour contrôler la situation en Ibérie, et pour prévenir Hannibal que les habitants de Sagonte sont des alliés du peuple romain. Polybe raconte que la délégation romaine (composée de Publius Valerius Flaccus et de Quintus Bebius Tamfilus), une fois arrivée à Qart Hadasht, est reçue par Hannibal. Il est alors demandé au général carthaginois de rester loin de Sagonte, car elle est sous la protection de Rome, et de ne pas traverser l'Èbre en raison de l'accord conclu avec Hasdrubal en 226 av. J.-C.. Mais Hannibal est jeune et a un grand désir de combattre après ses récents succès dans la péninsule Ibérique, et de plus il voue une haine de longue date aux Romains. Dans un premier temps, Hannibal se pose comme un protecteur des Sagontins, puis, une fois obtenue l'approbation du Sénat carthaginois, il décide de se diriger vers Sagonte, pour mettre fin aux abus que commettent les habitants de Sagonte à l'égard des Turdétans soumis aux Carthaginois,. Sagonte devient alors le casus belli de la guerre.
Polybe pense que Hannibal aurait été plus cohérent dans sa recherche d'un nouveau conflit avec les Romains s'il avait exigé la restitution de la Sardaigne et des tributs qui avaient été imposés aux Carthaginois de manière injuste, et déclaré seulement la guerre en son nom propre si les Romains n'avaient pas accepté ses revendications,. Les ambassadeurs romains ont la sensation que le général carthaginois est en train de chercher à tout prix la guerre et prennent la mer pour la ville de Carthage, avec l'intention de faire la même demande au Sénat carthaginois qu'à Hannibal quelques semaines plus tôt, convaincus qu'ils n'auront pas à combattre en Italie mais en Ibérie, où Sagonte peut être une base opérationnelle importante pour de futures opérations dans la péninsule. Hannibal, quant à lui, pense par contre, que :
- les Romains auraient la désillusion de mener la guerre dans la péninsule Ibérique[49] ;
- il faut effrayer toutes les tribus ibériques qu'elles soient déjà soumises aux Carthaginois, ce qui les rendrait disciplinées ou soit celles encore indépendantes, ce qui les rendrait plus prudentes avant de s'engager aux côtés des Romains[49] ;
- il ne faut laisser aucun ennemi derrière lui en Ibérie[50],[17] ;
- il obtiendrait des ressources et un approvisionnement abondant avant de partir faire campagne en Italie pour ses soldats et pour répondre aux besoins de la ville de Carthage[50],[28].

Dans le même temps, le Sénat romain, face à la menace d'une nouvelle guerre, tente de prendre des mesures visant à consolider les conquêtes romaines à l'est, en Illyrie,.

## Fortification et forces en présence

### Fortification
Les fouilles archéologiques ont permis de révéler que les premiers éléments de la courtine datent de bien avant le siège, vers le IVe siècle av. J.-C.. Une canalisation devait parcourir une partie de la courtine avant le conflit et est comblée par des pierres de petite taille à la fin du IIIe siècle av. J.-C. après la prise de la ville par Carthage. Les murailles sont bâties avec des pierres de grande taille, dont certaines dépassent le mètre en longueur et sont posées les unes sur les autres sans aucune utilisation de mortier. Pour lier les pierres, l'usage de la boue semble avoir été préféré d'après Tite-Live, ce que les fouilles archéologiques menées par Pierre Rouillard et P. Sillières en 1976 et 1977 confirment.
Les murailles qui entourent la ville sont orientées dans un angle qui permet de défendre la partie occidentale de la ville, là où la plaine est plus plate et ouverte, par rapport aux autres quartiers de la ville. Cette partie renforcée des murailles est aussi la moins bien gardée d'après Tite-Live.
L'attaque d'une ville située en partie sur une colline bien fortifiée permet à Hannibal de terminer la préparation de son armée et de l'optimiser en vue de l'invasion de l'Italie.

### Forces en présence
Des forces de l'armée carthaginoise nous savons par Tite-Live que Carthage dispose de soldats en abondance. Il mentionne près de 150 000 soldats,. Au contraire, les Sagontins ne disposent que de forces limitées pour se défendre à l'intérieur de leurs fortifications. Par ailleurs, les assiégés devaient disperser leurs forces pour résister simultanément sur plusieurs fronts.

## Siège de la ville

### Premier assaut des murailles

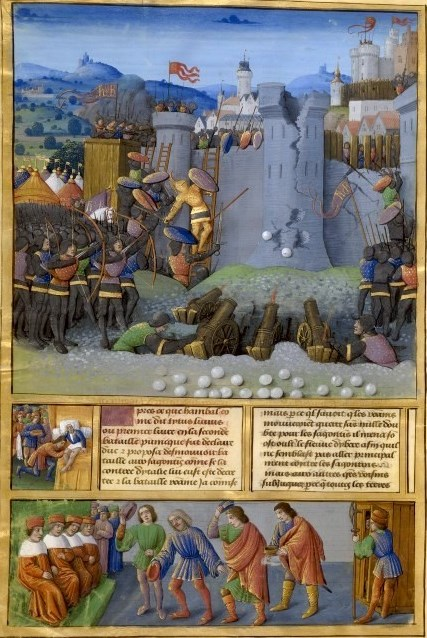
Les ambassadeurs sagontins à Rome. Illustration de Jean Colombe et de son atelier pour un manuscrit au XV.

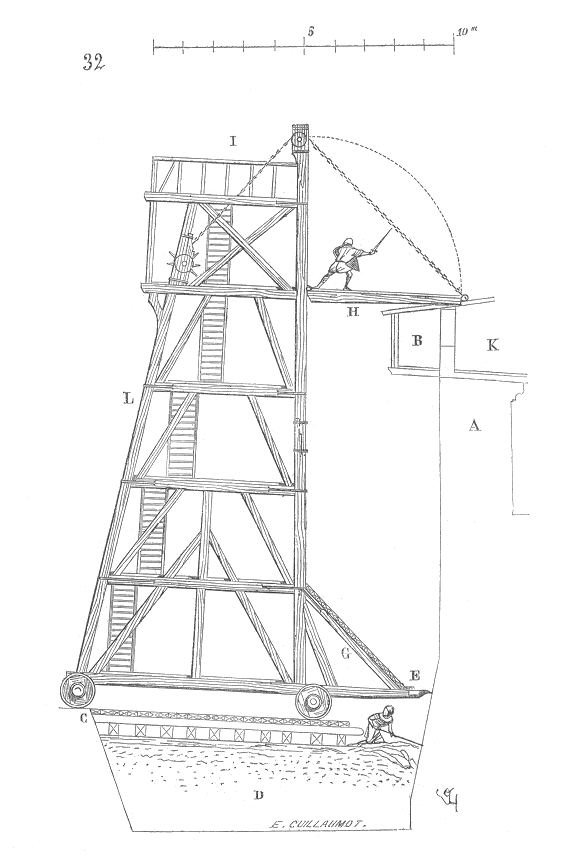
Tour de siège utilisée par les Carthaginois contre la ville de Sagonte.

Sagonte est attaquée en mars 219 av. J.-C. et soumise à un siège spectaculaire qui dure huit mois sans que Rome ne parvienne à prendre des mesures. Hannibal entre sur le territoire de la ville avec son armée et se décide à attaquer, d'abord en ravageant les champs ici et là, puis en encerclant par un siège massif la ville sur trois côtés, après avoir installé son propre camp en face de la ville. Hannibal décide d'attaquer la partie occidentale des murailles, celle qui fait face à la plaine environnante, avec différents engins de siège, notamment en utilisant un bélier contre les murs. Il fait également construire une tour de siège, mais il l'emploie contre une partie des murailles qui était correctement fortifiée et surveillée par des soldats d'élite qui résistaient vaillamment aux armes de jet utilisés par les Carthaginois.
Dans ces combats, les Sagontins et les Carthaginois avaient souvent des pertes comparables. Tite-Live et Zonaras (historien byzantin) mentionnent tous deux une blessure infligée à Hannibal, lui-même, s'étant approché trop près des murailles est touché à la cuisse par un javelot. Son armée prend peur et ses soldats prennent la fuite en abandonnant presque tout le matériel de siège sous les murailles de la ville.

### Mise en place du siège
Hannibal revient au camp et décide de demander une trêve afin de guérir sa plaie. Ce temps lui permet d'édifier une série de fortifications autour de la ville, de manière à l'isoler de la région environnante. À la fin de la trêve, les affrontements continuent en étant plus sévères qu'auparavant, de sorte que Hannibal a été contraint d'utiliser la technique de la vinea pour protéger ses soldats des jets continus de traits de la part des assiégés et se rapproche des murailles en construisant un nouveau bélier.

### Résistance des Sagontins
Peu à peu, les murailles commencent à s'effondrer sous les coups constants du bélier, de fait que de nombreux points des murailles soient déjà en en partie démolies, trois tours et des portions des murailles tombent dans un grand fracas,. Les Carthaginois, estimant qu'avec cette brèche la ville pouvait être prise, tentent de se lancer à l'assaut de l'intérieur de la ville, mais ils trouvent un mur de soldats sagontins prêts à défendre leurs maisons.

« D’un côté l’espérance, de l’autre le désespoir, irritent les courages. Les Carthaginois se croient maîtres de la ville s’ils font un dernier effort ; les Sagontins couvrent de leurs corps une patrie qui n’a plus de remparts. Aucun d’eux ne lâche pied ; car l’ennemi s’emparerait du terrain abandonné. »

— Tite-Live, Histoire romaine, XXI, 8
Mais les habitants de Sagonte ne reculent pas, grâce notamment à une arme de jet qui inspire une grande crainte aux assiégeants : la falarica. Le résultat de la bataille est pendant longtemps incertain, mais les Sagontins voient grandir leur courage quand ils se rendent compte qu'ils ont réussi à résister à Hannibal en ne lui permettant pas d'obtenir tout de suite la victoire. Les Carthaginois s'enfuient alors en repassant les ruines des murailles, et regagnent en désordre leur camp.

### Nouvelle ambassade romaine auprès d'Hannibal
Nous savons toujours par Tite-Live qu'une nouvelle ambassade est envoyée par Rome au milieu du siège de la ville. Hannibal envoie à la rencontre des ambassadeurs romains en plaine des messagers pour les avertir qu'il serait dangereux pour eux de débarquer et de s'approcher de la zone des combats. De plus, le général carthaginois fait transmettre qu'il est trop occupé à faire le siège de la ville pour recevoir des ambassadeurs romains dans un moment aussi critique. Les ambassadeurs, devant l'accueil qui leur étaient réservés, décident de faire le voyage jusqu'à la ville de Carthage pour se plaindre du comportement de Hannibal,. Le général punique décide donc d'anticiper en envoyant une lettre au chef du parti des Barcides, pour éviter que le parti politique adverse dans la capitale carthaginoise ne réponde favorablement à la demande des Romains,. Le voyage de l'ambassade romaine est un échec, et se révéla être une perte de temps,.

### Assaut final
Hannibal, après avoir mis en place des garnisons pour la surveillance des mantelets et autres engins de sièges, décide qu'il allait donner l'ensemble du butin à ses soldats, pour leur inspirer des sentiments de colère et leur inciter l'espoir d'atteindre ce qu'ils convoitent en prenant la ville. Hannibal mène lui-même le siège, en incitant les siens à occuper la ville, bien que les Sagontins aient profité d'une accalmie dans les combats pendant quelques jours avant pour reconstruire une partie des murailles effondrées. Les Carthaginois construisent une tour de siège plus haute que les murailles, et équipée avec des catapultes et des balistes, et commencent à détruire les murailles se trouvant devant la tour. 500 soldats africains d'élite réussissent enfin, avec une pioche, à ouvrir les murailles, de sorte que armées de soldats carthaginois commencent à affluer dans la ville. Les soldats carthaginois s'emparent d'une colline qui surplombe la ville, la protègent avec un mur, puis y construisent de nouvelles catapultes et balistes. Dans le même temps, les habitants de Sagonte érigent un nouveau mur pour protéger la partie de la ville qui n'est pas encore aux mains de Carthage.

### Prise de la ville

Carte du déroulement du siège de la ville par Hannibal en 219 av. J.-C..

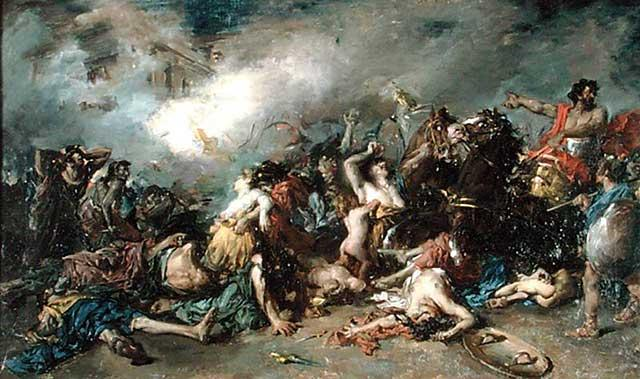
Tableau de Francisco Domingo Marques représentant le dernier jour de Sagonte en 219 av. J.-C. (Último día de Sagunto).

Les deux camps intensifient leurs efforts visant à fortifier les zones de la ville qu'ils contrôlent, mais les tentatives désespérées des habitants de Sagonte pour défendre les parties intérieures de la ville sont insuffisantes pour maintenir le contrôle. En même temps que se poursuit le siège, la famine s'aggrave dans les rangs des défenseurs, et l'espoir de voir venir une aide extérieure se réduit de jour en jour, les Romains étant loin. Toutefois, un bref espoir survient dans le camp des assiégés, lorsqu'Hannibal est contraint de mener une action militaire rapide contre les Carpétans et les Orétans, qui avaient arrêté des officiers chargés du recrutement dans leurs territoires. L'espoir est de courte durée car les attaques ne diminuent pas contre Sagonte, car Maharbal qui remplaçait Hannibal (ce dernier ayant temporairement quitté le commandement des opérations de siège) n'a pas diminué l'intensité des attaques contre la ville. En effet, il réussit avec trois béliers à faire écrouler une grande partie des murailles, action qu'il peut montrer à Hannibal lorsque celui-ci revient de son expédition. Une nouvelle bataille a lieu pour la possession de la forteresse, où sont déjà tombés de nombreux soldats des deux armées, et qui aboutit à une tentative de négociation de la part d'un Sagontin du nom d'Alcone, qui se rend auprès d'Hannibal en pleine nuit. Mais les conditions de la reddition imposées par le général carthaginois sont trop exigeantes : Sagonte doit rendre ses possessions aux Turdétans, donner tout l'or et l'argent présents dans la ville, et les habitants doivent quitter la ville avec uniquement un vêtement et se rendre à un lieu indiqué par les Carthaginois. Alcone préfère déserter et passer dans le camp carthaginois. Une nouvelle tentative de reddition est menée par l'hispanique Alorcus, qui avait été un soldat de l'armée Hannibal et qui au moment du siège étant un hôte (et un ami) des Sagontins,.
Cependant au moment où une partie importante de la population est rassemblée, afin de discuter et de donner une réponse aux Carthaginois, les habitants décident de rassembler tout l'or et l'argent de la ville, et de les fondre ensemble. Tous les métaux, principalement de l'or et de l'argent, publics ou privés sont brûlés, puis une partie des Sagontins se jettent dans le brasier en priorité les hommes des familles dirigeants la cité. Ce suicide collectif fait partie de la culture ibère, car pour les Ibères considèrent que la privation du port d'arme est une mort partielle. Au même moment, un événement va changer le destin de la ville, une des tours de la ville qui est depuis longtemps la cible des projectiles des armes carthaginoises s'effondre, permettant aux soldats d'Hannibal de profiter d'une ouverture inattendue dans les murailles alors que la population est rassemblée sur la place principale et qu'il n'y a aucun poste de garde et aucune sentinelle le long des murailles. Hannibal n'hésite pas et ne laisse pas passer une telle occasion, il ordonne l'assaut sur la ville qui est désormais sans défense. Le massacre de la population, qui a choisi de ne pas se suicider, est sanglant,, et la ville tombe en laissant un immense butin aux vainqueurs,.

## Conséquences de la prise de la ville
La politique romaine va être durablement marquée par cet événement en n'essayant de ne pas renouveler cette erreur politique qu'est la non-intervention. Les Romains vont aussi glorifier le courage, la fidélité et la résistance sagontins face aux attaques d'Hannibal..
La première conséquence est la célèbre et triste phrase des ambassadeurs sagontins :
« Dum Romae consulitur, Saguntum expugnatur (Pendant qu'à Rome on discute, Sagonte tombe.) »
— Tite-Live, Ab Urbe condita libri, XXI, 7.
À travers cette citation, Tite-Live mentionne, en réalité, que le Sénat romain n'a pas encore décidé d'envoyer une ambassade romaine auprès d'Hannibal, que ce dernier a déjà commencé le siège de la ville. Les Romains commencent à discuter s'ils doivent envoyer les consuls de l'année, en Ibérie ou en Afrique, si cette armée doit être une expédition seulement terrestre ou également maritime, ou si la guerre doit être faite seulement contre Hannibal en Ibérie. Finalement, la ville de Sagonte, épuisée par des mois de famine, de batailles et de désespoir (à cause de l'intervention romaine qui ne vient pas) est prise et est complètement détruite. L'énorme richesse de la ville est mis de côté en vue de la campagne militaire imminente, les esclaves sont distribués parmi ses soldats, tandis que le reste du butin a été envoyé à Carthage,.
Rome intervient tardivement en envoyant une ambassade à Carthage pour demander que lui soit livré le général carthaginois Hannibal,. Mais avec les richesses venant d'Ibérie qu'avait accumulées pendant des années la métropole carthaginoise, le parti de la guerre avait repris l'avantage au sénat carthaginois. En effet, les sénateurs refusent la demande romaine malgré l'intervention du parti anti-barcide mené par Hannon le Grand pour que le traité de 226 av. J.-C. soit respecté.
La conséquence inévitable immédiate est que Rome déclare la guerre à Carthage. Nous sommes à la fin de l'année 219 av. J.-C. et la deuxième guerre punique vient de commencer.

## Deuxième guerre punique
En 214 av. J.-C., Publius et Cnaeus Scipion reprennent la ville aux Carthaginois. Tout au long des opérations militaires en Ibérie entre 218 et 206 av. J.-C., les prisonniers sagontins aux mains des Carthaginois délivrés par les Romains obtiennent l'autorisation de retourner dans leur ville. Après la fin des opérations militaires romaines en Ibérie à la bataille d'Ilipa, les Sagontins envoient une ambassade au Sénat à Rome en 205 av. J.-C. pour remercier le futur Scipion l'Africain de sa victoire.

## Annexe

#### Fonds antique
- Eutrope, Abrégé de l'histoire romaine (lire sur Wikisource). .
- Polybe, Histoires (lire sur Wikisource). .
- Strabon, Géographie (lire sur Wikisource).
- Tite-Live, Ab Urbe condita libri (lire sur Wikisource). .
- Tite-Live, Periochae (lire sur Wikisource). .

#### Ouvrages
- (it) Giovanni Brizzi, Storia di Roma, vol. 1 : Dalle origini ad Azio, Bologne, 1997 (ISBN 88-555-2419-4).
- (it) Giovanni Brizzi, Scipione e Annibale, la guerra per salvare Roma, Rome-Bari, GLF editori Laterza, 2007, 411 p. (ISBN 978-88-420-8332-0).
- (es) Antonio García y Bellido, Hispania Graeca, t. II, Barcelone, 1948. .
- Yann Le Bohec, Histoire militaire des guerres puniques : 264-146 av. J.-C., Paris, Tallandier, coll. « Texto », mars 2014 (1re éd. 1996), 354 p. (ISBN 979-10-210-0450-4). .
- Claude Nicolet, Rome et la conquête du monde méditerranéen : Genèse d'un empire, t. 2, PUF, coll. « Nouvelle clio », juillet 2001 (réimpr. 2), 6e éd. (1re éd. 1978), 944 p. (ISBN 2-13-043913-6, ISSN 0768-2379). .
- (en) John Prevas, Hannibal's oath : the life and wars of Rome's greatest enemy, Boston, Da Capo Press, 2017 (ISBN 978-0-306-82424-1, OCLC 62551578).
- (es) Pierre Rouillard, Investigaciones sobre la muralla ibérica de Sagunto (Valencia), Valence, Servicio de investigación prehistórica / Diputación provincial de Valencia, 1979, 95 p. (ISBN 84-00-04401-0, lire en ligne). .
- (en) H. H. Scullard, Carthage and Rome, Cambridge, 1989.
- (en) F. Walbank, A commentary on Polybius, t. 1, Oxford, 1957. .

#### Articles
- (en) Alan Edgar Astin, « Saguntum and the Origins of the Second Punic War », Latomus, vol. XXIV,‎ 1967, p. 577-596.
- (en) Bernard Dexter Hoyos, « Cato's duouicesimo anno and Punic Treaty Breaches in the 230's B. C. », Anc. Hist. Bull.,‎ 1990.
- (es) Adolfo Domínguez Monedero, « La Campaña de Anibal contra los Vacceos, sus objectivos y su relación con el inotio de la segunda guerra púnica », Latomus,‎ 1986, p. 241-258.
- Anne-Laure Gigout, « La mise en valeur d'Hannibal à Sagonte: le chef punique comme héros épique à l'aube des Punica », Vita Latina, no 181,‎ 2009, p. 68-82 (lire en ligne, consulté le 26 décembre 2019).
- (es) R. López Gregoris, « La toma de Sagunto: Polibio y Fabio Pictor », Polis, no 8,‎ 1996, p. 207-231.
- Agnès Pelletier, « Sagontins et Turdétans à la veille de la deuxième Guerre Punique », Revue des Études Anciennes, t. 88, nos 1-4,‎ 1986, p. 307-315 (lire en ligne, consulté le 28 décembre 2019).
- Agnès Pelletier, « Sagonte, Iliturgi, Astapa: trois destins tragiques vus de Rome », Mélanges de la Casa de Velázquez, vol. 23, no 1,‎ 1987, p. 107-124 (lire en ligne, consulté le 26 octobre 2015).
- Agnès Pelletier, « Sagontins et Turdétans à la veille de la deuxième Guerre Punique », Revue des Études Anciennes, no 88,‎ 1988, p. 307-315.
- Agnès Pelletier, « Temps des mots, temps des pierres : Sagonte et le récit antique », Casa de Velázquez,‎ 1989, p. 21-31 (ISBN 9788486839130).
- (es) F. Romeo Marugan et Juan Ignacio Garay Toboso, « El asedio y toma de Sagunto según Tito Livio XXI .Comentarios sobre aspectos técnicos y estratégicos », Gerión, no 13,‎ 1995, p. 241-274.

#### Chapitre
- (es) J. I. Garay et F. Romeo, « El armamento púnico frente a Sagunto: la aparición de la artillería de torsión », dans El Mediterráneo. Hechos de relevancia histórico-militar y sus repercusiones en España. V Jornadas Nacionales de Historia Militar, Séville, 1997.